# Монастырь Кесариани
Монастырь Кесариани (греч. Μονή Καισαριανής) — памятник средневекового зодчества, расположенный в шести километрах от центра Афин на западном склоне горы Имиттос, в лесной местности, изобилующей источниками — в старину верили, что вода этих источников исцеляет бесплодие. 

## История
Здесь, на месте церкви V – VI века, в XI веке был построен монастырь, по преданию основанный неким Кесарием, отсюда и имя местности. После того, как Афины были захвачены крестоносцами в 1205 году, монастырь сохранил свои привилегии. Монастырь был весьма известен в позднее Средневековье, здесь преподавали такие видные византийские ученые, как, например Гемист Плифон. Когда в 1456 году пришли турки, монастырь не только не был разрушен, но и продолжил своё существование ещё в большем блеске.
Монастырь известен своим небольшим собором Введения во храм Пресвятой Богородицы, построенным в конце XI - начале XII века. Храм, возведенный в крестово-купольной системе, стоит на четырёх больших колоннах, которые сами намного старше, чем покоящееся на них здание, и происходят из поздней античности. Притвор храма появился в XVII веке. 
Замечательные фрески храма выполнены в XVIII столетии, фрески притвора – в 1682 году.
В настоящее время является музеем. 